# Azzurra Volley San Casciano 2020-2021
Questa voce raccoglie le informazioni riguardanti l'Azzurra Volley San Casciano nelle competizioni ufficiali della stagione 2020-2021.

## Stagione
Nella stagione 2020-21 l'Azzurra Volley San Casciano assume la denominazione sponsorizzata de Il Bisonte Firenze.
Raggiunge i quarti di finale nella Supercoppa italiana, eliminata dall'AGIL.
Partecipa per la settima volta alla Serie A1; chiude la regular season di campionato al nono posto in classifica, qualificandosi per i play-off scudetto, dove viene eliminata nei quarti di finale dall'Imoco.
Grazie al settimo posto in classifica al termine del girone di andata della regular season di campionato, il San Casciano si qualifica per la Coppa Italia, estromessa nei quarti di finale a seguito della sconfitta contro l'AGIL.

## Organigramma societario
Area direttiva
- Presidente: Elio Sità

Area tecnica
- Allenatore: Marco Mencarelli
- Allenatore in seconda: Marcello Cervellin
- Scout man: Lorenzo Librio

## Rosa
| N° | Nome              | Ruolo | Data di nascita   | Nazionalità sportiva |
| -- | ----------------- | ----- | ----------------- | -------------------- |
| 1  | Terry Enweonwu    | S/O   | 12 maggio 2000    | Italia               |
| 2  | Arianna Vittorini | S     | 5 settembre 2002  | Italia               |
| 3  | Carlotta Cambi    | P     | 28 maggio 1996    | Italia               |
| 4  | Rebecka Lazić     | S     | 24 settembre 1994 | Svezia               |
| 7  | Celine Van Gestel | S     | 7 novembre 1997   | Belgio               |
| 8  | Sara Alberti      | C     | 3 gennaio 1993    | Italia               |
| 9  | Sara Panetoni     | L     | 6 maggio 2000     | Italia               |
| 10 | Naoko Hashimoto   | P     | 11 luglio 1984    | Giappone             |
| 11 | Yvon Beliën       | C     | 28 dicembre 1993  | Paesi Bassi          |
| 12 | Anastasia Guerra  | S     | 15 ottobre 1996   | Italia               |
| 14 | Fatim Kone        | C     | 25 ottobre 2000   | Italia               |
| 15 | Sylvia Nwakalor   | O     | 12 agosto 1999    | Italia               |
| 16 | Nausica Acciarri  | C     | 25 settembre 2004 | Italia               |
| 17 | Maila Venturi     | L     | 23 ottobre 1996   | Italia               |
| 18 | Alicia Ogoms      | C     | 2 aprile 1994     | Canada               |

## Mercato
| Acquisti | Acquisti          | Acquisti              | Acquisti   |
| R.       | Nome              | da                    | Modalità   |
| -------- | ----------------- | --------------------- | ---------- |
| C        | Yvon Beliën       | Galatasaray           | definitivo |
| P        | Carlotta Cambi    | Cuneo Granda          | definitivo |
| S/O      | Terry Enweonwu    | Imoco                 | definitivo |
| S        | Anastasia Guerra  | Chieri '76            | definitivo |
| P        | Naoko Hashimoto   | Dinamo Bucarest       | definitivo |
| C        | Fatim Kone        | Club Italia           | definitivo |
| S        | Rebecka Lazić     | Wealth Planet Perugia | definitivo |
| C        | Alicia Ogoms      | -                     | definitivo |
| L        | Sara Panetoni     | Club Italia           | definitivo |
| S        | Celine Van Gestel | MTV Stoccarda         | definitivo |

| Cessioni | Cessioni            | Cessioni              | Cessioni   |
| R.       | Nome                | a                     | Modalità   |
| -------- | ------------------- | --------------------- | ---------- |
| S        | Nika Daalderop      | AGIL                  | definitivo |
| P        | Laura Dijkema       | Lokomotiv Kaliningrad | definitivo |
| L        | Giulia De Nardi     | Mondovì               | definitivo |
| C        | Sarah Fahr          | Imoco                 | definitivo |
| S        | Mikaela Foecke      | -                     | svincolata |
| S        | Jana Franziska Poll | PTSV Aachen           | definitivo |
| C        | Emily Maglio        | Nilüfer               | definitivo |
| C        | Denise Meli         | Soverato              | definitivo |
| S        | Daly Santana        | Türk Hava Yolları     | definitivo |
| P        | Alice Turco         | Cuneo Granda          | definitivo |

## Risultati

### Serie A1

#### Girone di andata
| 1ª giornata - 20 settembre 2020 Nelson Mandela Forum, Firenze | San Casciano          | 1 - 3 | Cuneo Granda    | 23-25, 25-23, 21-25, 21-25        |
| 2ª giornata - 27 settembre 2020 PalaGeorge, Montichiari       | Millenium Brescia     | 2 - 3 | San Casciano    | 25-21, 19-25, 25-18, 23-25, 12-15 |
| 3ª giornata - 20 ottobre 2020 Palazzetto dello Sport, Monza   | Pro Victoria          | 3 - 1 | San Casciano    | 25-20, 22-25, 25-15, 25-22        |
| 4ª giornata - 11 ottobre 2020 Nelson Mandela Forum, Firenze   | San Casciano          | 0 - 3 | Savino Del Bene | 22-25, 23-25, 19-25               |
| 5ª giornata - 13 ottobre 2020 Palazzetto dello sport, Bergamo | Bergamo               | 1 - 3 | San Casciano    | 24-26, 16-25, 25-21, 20-25        |
| 6ª giornata - 18 ottobre 2020 Nelson Mandela Forum, Firenze   | San Casciano          | 3 - 2 | Trentino Rosa   | 16-25, 25-17, 22-25, 25-12, 15-4  |
| 7ª giornata - 18 novembre 2020 PalaPiantanida, Busto Arsizio  | UYBA                  | 0 - 3 | San Casciano    | 15-25, 18-25, 20-25               |
| 8ª giornata - 28 ottobre 2020 Nelson Mandela Forum, Firenze   | San Casciano          | 1 - 3 | Imoco           | 25-19, 24-26, 19-25, 17-25        |
| 9ª giornata - 31 ottobre 2020 PalaMaddalene, Chieri           | Chieri '76            | 3 - 1 | San Casciano    | 21-25, 25-22, 25-18, 25-19        |
| 11ª giornata - 8 novembre 2020 PalaTerdoppio, Novara          | AGIL                  | 3 - 2 | San Casciano    | 24-26, 25-20, 25-14, 22-25, 15-13 |
| 12ª giornata - 14 novembre 2020 Nelson Mandela Forum, Firenze | San Casciano          | 3 - 0 | Casalmaggiore   | 25-12, 32-30, 25-21               |
| 13ª giornata - 21 novembre 2020 PalaEvangelisti, Perugia      | Wealth Planet Perugia | 3 - 1 | San Casciano    | 26-24, 16-25, 29-27, 25-9         |

#### Girone di ritorno
| 14ª giornata - 16 dicembre 2020 PalaCastagnaretta, Cuneo          | Cuneo Granda    | 3 - 0 | San Casciano          | 25-20, 25-23, 25-23              |
| 15ª giornata - 7 marzo 2021 Nelson Mandela Forum, Firenze         | San Casciano    | 1 - 3 | Millenium Brescia     | 25-20, 20-25, 23-25, 21-25       |
| 16ª giornata - 17 gennaio 2021 Nelson Mandela Forum, Firenze      | San Casciano    | 0 - 3 | Pro Victoria          | 17-25, 17-25, 20-25              |
| 17ª giornata - 10 febbraio 2021 Palazzetto dello Sport, Scandicci | Savino Del Bene | 3 - 1 | San Casciano          | 25-14, 25-17, 24-26, 25-12       |
| 18ª giornata - 10 gennaio 2021 Nelson Mandela Forum, Firenze      | San Casciano    | 3 - 1 | Bergamo               | 25-22, 25-14, 24-26, 25-17       |
| 19ª giornata - 21 febbraio 2021 PalaSanbapolis, Trento            | Trentino Rosa   | 2 - 3 | San Casciano          | 15-25, 25-21, 31-29, 26-28, 8-15 |
| 20ª giornata - 20 gennaio 2021 Nelson Mandela Forum, Firenze      | San Casciano    | 0 - 3 | UYBA                  | 19-25, 20-25, 21-25              |
| 21ª giornata - 6 gennaio 2021 PalaVerde, Villorba                 | Imoco           | 3 - 0 | San Casciano          | 25-20, 25-18, 25-11              |
| 22ª giornata - 6 febbraio 2021 Nelson Mandela Forum, Firenze      | San Casciano    | 3 - 1 | Chieri '76            | 23-25, 25-20, 25-21, 26-24       |
| 24ª giornata - 29 dicembre 2020 Nelson Mandela Forum, Firenze     | San Casciano    | 0 - 3 | AGIL                  | 27-29, 18-25, 18-25              |
| 25ª giornata - 29 gennaio 2021 PalaRadi, Cremona                  | Casalmaggiore   | 3 - 0 | San Casciano          | 25-18, 29-27, 25-21              |
| 26ª giornata - 27 febbraio 2021 Nelson Mandela Forum, Firenze     | San Casciano    | 1 - 3 | Wealth Planet Perugia | 22-25, 16-25, 25-21, 19-25       |

#### Play-off scudetto
| Ottavi di finale (gara 1) - 21 marzo 2021 2021 Nelson Mandela Forum, Firenze | San Casciano  | 3 - 1 | Trentino Rosa | 25-23, 25-21, 27-29, 25-21        |
| Ottavi di finale (gara 2) - 24 marzo 2021 PalaSanbapolis, Trento             | Trentino Rosa | 2 - 3 | San Casciano  | 27-25, 27-25, 22-25, 21-25, 12-15 |
| Quarti di finale (gara 1) - 27 marzo 2021 PalaVerde, Villorba                | Imoco         | 3 - 0 | San Casciano  | 25-15, 25-17, 29-27               |
| Quarti di finale (gara 2) - 30 marzo 2021 Nelson Mandela Forum, Firenze      | San Casciano  | 0 - 3 | Imoco         | 13-25, 20-25, 17-25               |

### Coppa Italia
| Quarti di finale - 10 marzo 2021 PalaTerdoppio, Novara | AGIL | 3 - 0 | San Casciano | 31-29, 25-16, 25-21 |

### Supercoppa italiana
| Ottavi di finale - 30 agosto 2020 PalaRadi, Cremona        | Casalmaggiore | 2 - 3 | San Casciano | 25-23, 22-25, 25-17, 25-27, 13-15 |
| Quarti di finale - 1º settembre 2020 PalaTerdoppio, Novara | AGIL          | 3 - 2 | San Casciano | 23-25, 25-16, 20-25, 25-18, 15-12 |

## Statistiche

### Statistiche di squadra
| Competizione        | Punti | In casa | In casa | In casa | In trasferta | In trasferta | In trasferta | Totale | Totale | Totale |
| Competizione        | Punti | G       | V       | P       | G            | V            | P            | G      | V      | P      |
| ------------------- | ----- | ------- | ------- | ------- | ------------ | ------------ | ------------ | ------ | ------ | ------ |
| Serie A1            | 22    | 14      | 5       | 9       | 14           | 5            | 9            | 28     | 10     | 18     |
| Coppa Italia        | -     | -       | -       | -       | 1            | 0            | 1            | 1      | 0      | 1      |
| Supercoppa italiana | -     | -       | -       | -       | 2            | 1            | 1            | 2      | 1      | 1      |
| Totale              | -     | 14      | 5       | 9       | 17           | 6            | 11           | 31     | 11     | 20     |

G = partite giocate; V = partite vinte; P = partite perse

### Statistiche dei giocatori
| Giocatore     | Serie A1 | Serie A1 | Serie A1 | Serie A1 | Serie A1 | Coppa Italia | Coppa Italia | Coppa Italia | Coppa Italia | Coppa Italia | Supercoppa italiana | Supercoppa italiana | Supercoppa italiana | Supercoppa italiana | Supercoppa italiana | Totale | Totale | Totale | Totale | Totale |
| Giocatore     | P        | PT       | AV       | MV       | BV       | P            | PT           | AV           | MV           | BV           | P                   | PT                  | AV                  | MV                  | BV                  | P      | PT     | AV     | MV     | BV     |
| ------------- | -------- | -------- | -------- | -------- | -------- | ------------ | ------------ | ------------ | ------------ | ------------ | ------------------- | ------------------- | ------------------- | ------------------- | ------------------- | ------ | ------ | ------ | ------ | ------ |
| N. Acciarri   | 2        | 7        | 5        | 1        | 1        | -            | -            | -            | -            | -            | 0                   | 0                   | 0                   | 0                   | 0                   | 2      | 7      | 5      | 1      | 1      |
| S. Alberti    | 24       | 193      | 128      | 57       | 8        | 1            | 7            | 3            | 4            | 0            | 2                   | 10                  | 10                  | 0                   | 0                   | 27     | 210    | 141    | 61     | 8      |
| Y. Beliën     | 12       | 133      | 98       | 27       | 8        | -            | -            | -            | -            | -            | 2                   | 29                  | 25                  | 3                   | 1                   | 14     | 162    | 123    | 30     | 9      |
| C. Cambi      | 27       | 72       | 50       | 10       | 12       | 1            | 0            | 0            | 0            | 0            | 2                   | 8                   | 3                   | 3                   | 2                   | 30     | 80     | 53     | 13     | 14     |
| T. Enweonwu   | 26       | 187      | 161      | 11       | 15       | 1            | 12           | 12           | 0            | 0            | 2                   | 37                  | 30                  | 1                   | 6                   | 29     | 236    | 203    | 12     | 21     |
| A. Guerra     | 25       | 287      | 233      | 34       | 20       | 1            | 12           | 10           | 2            | 0            | 2                   | 35                  | 28                  | 3                   | 4                   | 28     | 334    | 271    | 39     | 24     |
| N. Hashimoto  | 21       | 3        | 3        | 0        | 0        | 1            | 0            | 0            | 0            | 0            | 1                   | 0                   | 0                   | 0                   | 0                   | 23     | 3      | 3      | 0      | 0      |
| F. Kone       | 18       | 63       | 46       | 15       | 2        | 0            | 0            | 0            | 0            | 0            | 0                   | 0                   | 0                   | 0                   | 0                   | 18     | 63     | 46     | 15     | 2      |
| R. Lazić      | 17       | 25       | 21       | 3        | 1        | 0            | 0            | 0            | 0            | 0            | 2                   | 11                  | 7                   | 3                   | 1                   | 19     | 36     | 28     | 6      | 2      |
| S. Nwakalor   | 26       | 422      | 384      | 27       | 11       | 0            | 0            | 0            | 0            | 0            | 2                   | 14                  | 13                  | 0                   | 1                   | 28     | 436    | 397    | 27     | 12     |
| A. Ogoms      | 10       | 80       | 57       | 17       | 6        | 1            | 7            | 5            | 2            | 0            | -                   | -                   | -                   | -                   | -                   | 11     | 87     | 62     | 19     | 6      |
| S. Panetoni   | 28       | 2        | 0        | 0        | 2        | 1            | 0            | 0            | 0            | 0            | 1                   | 0                   | 0                   | 0                   | 0                   | 30     | 2      | 0      | 0      | 2      |
| C. Van Gestel | 27       | 262      | 231      | 13       | 18       | 1            | 10           | 9            | 1            | 0            | 2                   | 15                  | 13                  | 0                   | 2                   | 30     | 287    | 253    | 14     | 20     |
| M. Venturi    | 26       | 0        | 0        | 0        | 0        | 1            | 0            | 0            | 0            | 0            | 2                   | 0                   | 0                   | 0                   | 0                   | 29     | 0      | 0      | 0      | 0      |
| A. Vittorini  | -        | -        | -        | -        | -        | -            | -            | -            | -            | -            | 0                   | 0                   | 0                   | 0                   | 0                   | 0      | 0      | 0      | 0      | 0      |

P = presenze; PT = punti totali; AV = attacchi vincenti; MV = muri vincenti; BV = battute vincenti